# Hibiscus coddii
Hibiscus coddii är en malvaväxtart. Hibiscus coddii ingår i Hibiskussläktet som ingår i familjen malvaväxter.

## Underarter
Arten delas in i följande underarter:
- H. c. barnardii
- H. c. coddii